# Basilea II
Les normes Basilea II (el Nou Acord de Basilea) constitueixen un dispositiu de supervisió destinat a avaluar millor els riscos bancaris i, principalment el risc de crèdit, i l'exigència de capital. Les recomanacions que conté aquest acord han estat publicades el juny de 2004, revisades el novembre de 2005 pel Comitè de Basilea, sota els auspicis dels «bancs centrals» : el Banc de pagaments internacionals i van portar a la publicació de la Directiva CRD (Directiva de Requeriment de Capital).
Les normes de Basilea II haurien de reemplaçar les normes posades en marxa per Basilea I el 1988 i, l'objectiu, en particular, de l'establiment de la ràtio McDonough destinada a reemplaçar la ràtio Cooke. El 2010, el capital mínim (Tiers-I) requerit pels acords de Basilea és del 4%, però els inversors exigeixen als bancs una ràtio superior al 10%. Davant 500 mil milions d'euros en productes derivats i el risc fora balanç que representen, la revisió de les normes bancàries Basilea III està en marxa.
Seguint la mateixa línia, les noves normes Solvència II van ser debatudes, el 2008, per a les companyies d'assegurances i de reassegurances.

## Els acords de Basilea i la ràtio Cooke
El 1988, el Comitè de Basilea, compost pels governadors dels bancs centrals de 13 països de l'OCDE publica els primers «Acords de Basilea», conjunt de recomanacions centrades en la posada en marxa d'una ràtio de fons propis mínims en relació al conjunt dels crèdits concedits, la ràtio Cooke......
Així es poden definir els conceptes de :
- fons propis reglamentaris ;
- i el conjunt de compromisos de crèdit.

Aquests dos conceptes estan rigorosament referits amb relació a un sistema comptable (fa possible les ponderacions eventuals).
La relació entre aquests dos valors no ha de ser inferior al 8% segons les propostes dels acords de Basilea.
Es tracta només de recomanacions, cada Estat membre (o qualsevol altre estat interessat) es fa càrrec de transposar-les en el seu propi marc jurídic.

## Els acords de Basilea II i la ràtio McDonough

### Presentació
La principal limitació de la ràtio de Cooke i, per tant, la reglamentació dels primers acords de Basilea, es relaciona amb la definició de compromisos de crèdit. La principal variable considerada va ser la quantitat del crèdit distribuït. A la llum de la teoria financera moderna, sembla que es descuida la dimensió essencial de la qualitat del prestatari i, per tant, el risc creditici que representa.
El Comitè de Basilea va presentar el 2004 el nou Acord Basilea II, un nou conjunt de recomanacions, quina finalitat va ser definir una mesura més adequada del risc de crèdit, tenint en compte la qualitat del prestatari, i, en particular, mitjançant un sistema de qualificacions creditícies internes per a cada establiment (denominat «IRB» per Internal Rating Based).
La nova ràtio de solvència McDonough, prové del nom del president del Comitè de Basilea en aquell moment, William J. McDonough.
Les recomanacions de Basilea II es basen en tres pilars (terme utilitzat explícitament en el text dels acords):
```
* l'exigència de capital (ràtio de solvència McDonough) ;
* el procediment de control de la gestió del capital ;
* la disciplina del mercat (transparència en la comunicació dels establiments).
```

### Pilar I: l'exigència de capital
L'exigència de capital perfecciona l'acord de 1988 i tracta del fet que els  fons propis siguin compatibles amb els riscos incorreguts per les entitats financeres. Entre les noves característiques, assenyalem la inclusió del Risc Operacional (frau i fallades del sistema) i els  riscos de mercat, a més del risc de crèdit.
Aquesta exigència va fer passar d'una ràtio Cooke on
Fons propis de la banca > 8% dels riscos de crèdits
a la ràtio McDonough on 
Fons propis de la banca > 8% dels (riscos de crèdits (85%) + risc de mercat (5%) + riscs operacionals (10%))
A més, el càlcul del risc de crèdit es fa més clar amb una ponderació més fina del deute pendent (actius ponderats per risc = RWA, Risk Weighted Assets) per un import de:
- Risc d'incompliment de la contrapart (el client prestatari);
- Riscos pendents en la línia de crèdit (tipus de préstec, garantia, termini).

Aquests riscos s'expressen per les probabilitats:
PD: Probabilitat d'incompliment
LGD: Pèrdua en cas d'incompliment
aplicable al deute del client en un any: EAD (Exposure at Default, exposició al risc de crèdit).
Per al risc de crèdit, els bancs poden utilitzar diferents mecanismes d'avaluació :
- El mètode anomenat «estàndard» consisteix en l'ús de sistemes de classificació proporcionats per les agències externes (agències de qualificació creditícia).
- Els mètodes més sofisticats (mètodes IRB, basats en qualificacions internes) amb el mètode anomenat IRB-foundation i l'anomenat IRB-avançat impliquen metodologies internes de qualificació pròpies de les entitats financeres, per sospesar el risc relatiu de crèdit.

Així, en el mètode estàndard, les PD i les LGD són definides pel supervisor (el Banc d'Espanya, per exemple), ja sigui directament per la LGD, ja sigui imposant un organisme de qualificació (Qualificació Banc d'Espanya, Standard & Poor's…)
En el mètode IRB-foundation, la banca estima la seva PD i la LGD és definida pel supervisor. En el mètode IRB-avançat, el banc estima tots els seus components.
L'elecció d'un mètode permet a un banc identificar els seus riscos propis en funció de la seva gestió. Un banc que vulgui estar més a prop de la realitat tendirà a triar un mètode avançat. Però a canvi, la inversió és encara més important: la determinació d'una LGD exigeix la gestió i l'arxiu de més de 150 dades mensuals durant un mínim de cinc anys per cada crèdit atorgat.
Llavors, el càlcul del risc de crèdit és :
RWA = f(PD;LGD) x EAD on f segueix una distribució normal. El risc calculat així, és el risc inesperat.
és completa el càlcul de les pèrdues esperades (Expected Loss) :
EL = PDxLGDxEAD
En la ràtio : 
Fons propis tinguts en compte / (Risc de crèdit + Risc operacional + Risc de Mercat) > 8%
la suma dels RWA de cadascun dels clients compondrà el risc de crèdit.
El capital tingut en compte està format pels fons propis comptables minorats per les insuficients provisions individuals respecte dels clients en comparació a les seves pèrdues esperades. Tanmateix, cap banc aprovisiona un «molt bon client» encara que per aquest mateix client, ja existeixi una possible pèrdua esperada. Per contra, un client en litigi, però que tingui tots els seus crèdits coberts per una garantia per valor superior als imports pendents (per exemple, un préstec de 100.000 euros garantit per una inversió de 200.000 euros) significa amb el mètode IRB-foundation una pèrdua esperada de 45.000 euros. Així, hi ha un diferencial entre la pèrdua esperada i les provisions que afecten la ràtio dels fons propis (el numerador) 1/8%, o sigui, 12 vegades més que el saldo viu del crèdit ponderat (el denominador).

### Pilar II: el procediment de control de la gestió del capital
Com que les estratègies dels bancc poden diferir en la composició dels seus actius i en l'assumpció de riscos, els bancs centrals tindran més llibertat en l'establiment de normes pels bancs, podent augmentar els requeriments de capital, quan ho considerin necessari.
En aquesta part s'examinen els principis bàsics de supervisió prudencial, incloent recomanacions per a la gestió de riscos, així com la transparència i la responsabilitat de supervisió.
Aquesta necessitat s'aplica de dues maneres:
1. Validació de mètodes estadístics utilitzats en el Pilar 1 (back testing): El banc haurà de demostrar a posteriori la validesa dels seus mètodes definits a priori sobre la base de les seves dades estadístiques i durant períodes suficientment llargs (5 a 7 anys). També haurà de ser capaç de "rastrejar" l'origen de les seves dades.
2. Prova de la validesa de capital durant les crisis econòmiques: Un banc ha de demostrar que d'acord amb els seus segments de clients, els seus fons propis són suficients per suportar una crisi econòmica que afecti a un o tots d'aquests sectors.

L'autoritat supervisora (Banc d'Espanya) podrà imposar, segons aquests resultats, la necessitat de capital suplementari.

### Pilar III: la disciplina del mercat
Les normes de transparència es basen en la informació disponible al públic sobre els actius, els riscos i la seva gestió.
La implementació de Basilea II és una màquina de gran abast que dona forma a les dades de gestió d'un banc
Les seves conseqüències són de tres tipus al Pilar III:
1. Normalització de la bona pràctica bancària: qualsevol que sigui el banc i siguin els que siguin els reglaments que regeixin (els drets nacionals) les pràctiques han de ser transparents i estandarditzats.
2. Establir les bases per a aquests càlculs són una font potent de gestió de dades, la conciliació de punts de vista del risc, comptabilitat i finances;

Transparència Financera : els analistes trobaran una lectura de les carteres de risc idèntica per a qualsevol banc en qualsevol país.

## Implantació
Mitjançant dues lleis diferents s'han incorporat a l'ordenament jurídic espanyol el projecte d'harmonització financera: l'Acord de Capital de Basilea II de 2004, que més endavant es va substanciar en dues directives d'àmbit comunitari, la Directiva 2006/48/CE del Parlament Europeu i del Consell, de 14 de juny de 2006, relativa a l'accés a l'activitat de les entitats de crèdit i el seu exercici (refosa) i la Directiva 2006/49/CE del Parlament europeu i del Consell, de 14 de juny de 2006, sobre l'adequació del capital de les empreses de serveis d'inversió i les entitats de crèdit (refosa). Aquestes dues lleis són, en l'àmbit de les entitats de crèdit, la Llei 36/2007, de 16 de novembre, per la que es modifica la Llei 13/1985, de 25 de maig, de coeficients d'inversió, recursos propis i obligacions d'informació dels intermediaris financers i altres normes del sistema financer, i, en l'àmbit de les empreses de serveis d'inversió, la Llei 47/2007, de 19 de desembre, per la que es modifica la Llei 24/1988, de 28 de juliol, del Mercat de Valors.
I, per acabar el Real Decreto 216/2008, de 15 de febrer, de recursos propis de les entitats financeres.
També cal afegir a aquesta implantació de Basilea II, les Circulars del Banc d'Espanya 3/2008 i 5/2008